# C'est ma vie
C'est ma vie è un singolo della cantante lituana Evelina Sašenko, pubblicato nel 2011.
Il brano ha vinto Eurovizijos atranka 2011, guadagnando il diritto di rappresentare la Lituania all'Eurovision Song Contest 2011 a Düsseldorf. Qui Evelina Sašenko si è piazzata al 19º posto su 25 partecipanti con 63 punti totalizzati nella finale.

## Tracce
Testi di Andrius Kairys, musiche di Paulius Zdanavičius.
1. C'est ma vie – 3:07
2. C'est ma vie (karaoke) – 3:07